# Dendrelaphis lorentzii
Espèce
Synonymes
- Dendrophis lorentzii Lidth de Jeude, 1911
- Dendrelaphis lorentzi (Lidth de Jeude, 1911)

Statut de conservation UICN

 LC  : Préoccupation mineure
Dendrelaphis lorentzii est une espèce de serpents de la famille des Colubridae.

## Répartition
Cette espèce est endémique de Nouvelle-Guinée. Elle se rencontre en Papouasie-Nouvelle-Guinée et en Nouvelle-Guinée occidentale du niveau de la mer à 610 m d'altitude.

## Description
Dendrelaphis lorentzi est un serpent arboricole diurne.

## Étymologie
Cette espèce est nommée en l'honneur d'Hendrikus Albertus Lorentz.

## Publication originale
- Lidth de Jeude, 1911 : Résultats de l'expédition scientifique néerlandaise à la Nouvelle-Guinée en 1907 sous les auspices de Dr. H.A. Lorenz. Nova Guinea, vol. 9, p. 265-287 (texte intégral).